# صليباء صغيرة
صليباء صغيرة (الاسم العلمي:Sclerotinia minor) هو نوع من الفطريات يتبع جنس الصليباء من فصيلة الصليباوات.